# (608) Adolfine
(608) Adolfine (1906 VD) – planetoida z pasa głównego asteroid okrążająca Słońce w ciągu 5 lat i 97 dni w średniej odległości 3,02 j.a. Została odkryta 18 września 1906 roku w Landessternwarte Heidelberg-Königstuhl w Heidelbergu przez Augusta Kopffa. Nazwa planetoidy pochodzi od drugiego imienia Jenny Adolfine Kessler, przyjaciółki odkrywcy (zobacz: (607) Jenny). Przed jej nadaniem planetoida nosiła oznaczenie tymczasowe (608) 1906 VD.